# アガースラ

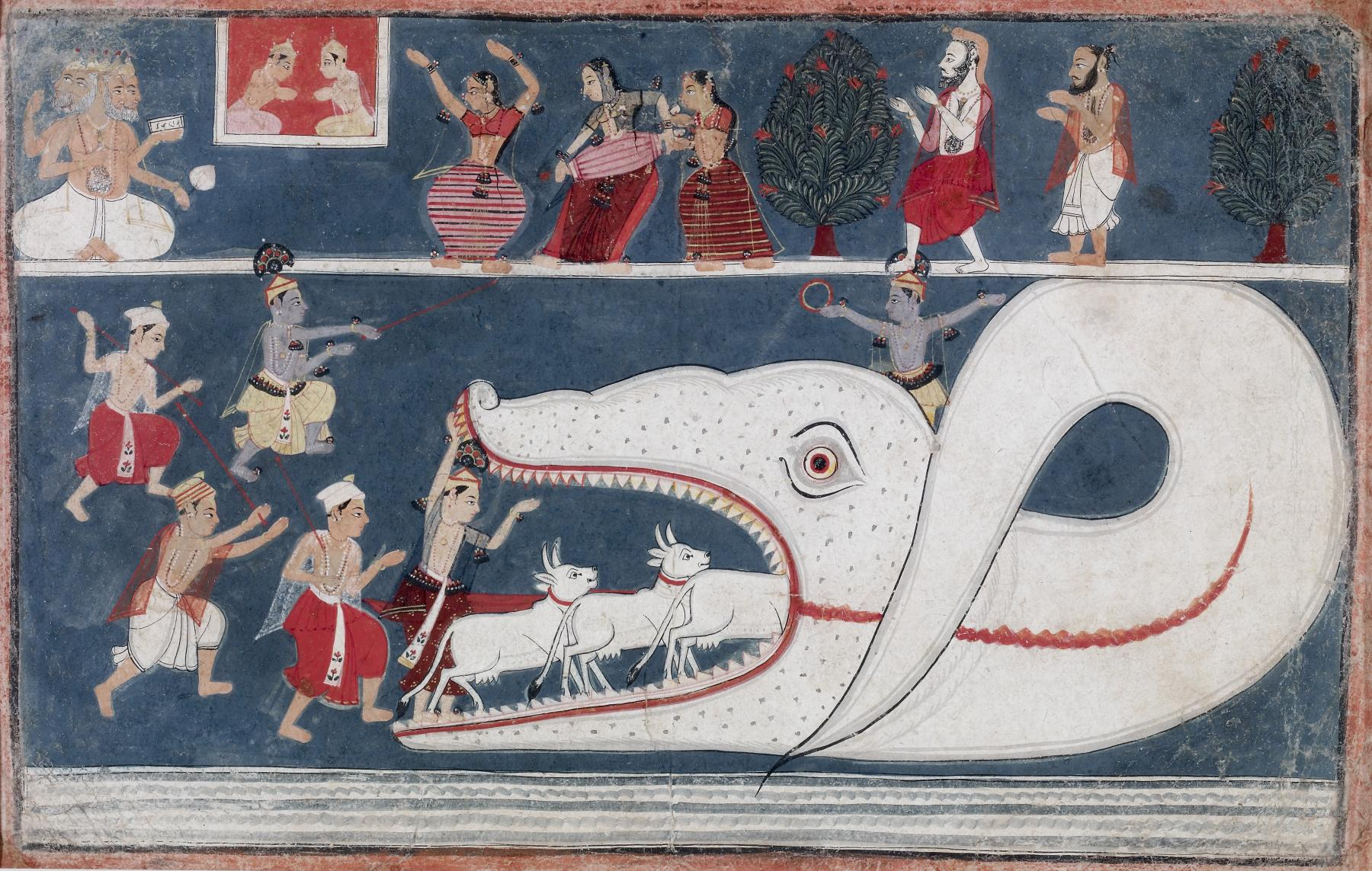
アガースラの中に入っていく子供たち。17世紀頃。

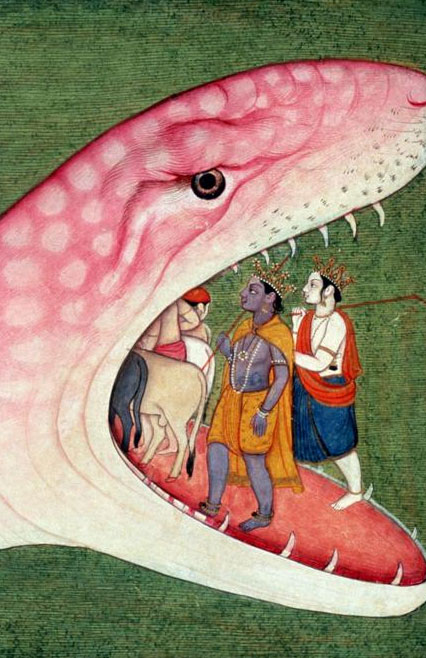
アガースラの中に入っていくクリシュナ。18世紀頃。

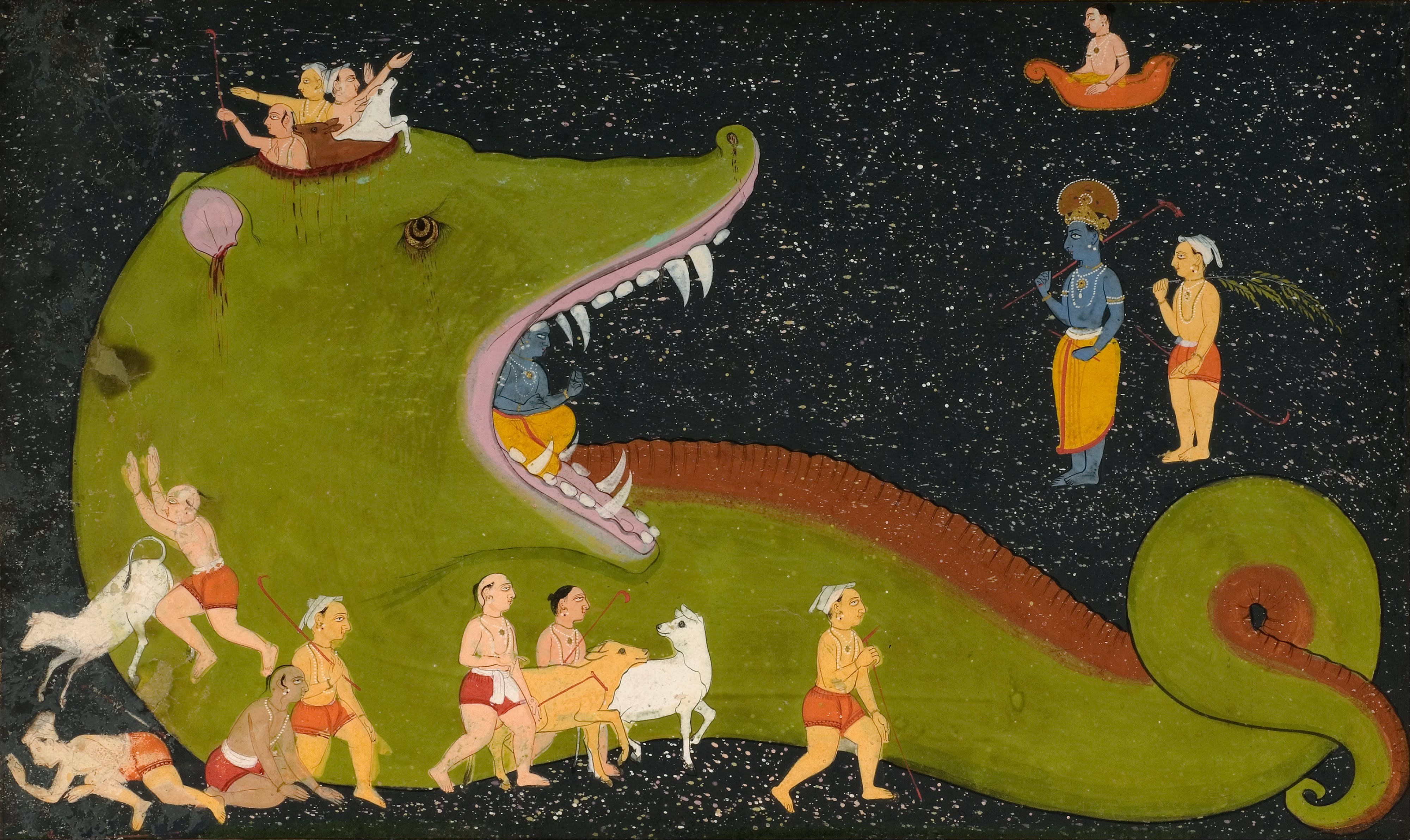
退治されたアガースラ。18世紀頃。ミズーリ州、カンザスシティ、ネルソン・アトキンス美術館所蔵。

アガースラ（Aghāsura  अघासुर）あるいはアガは、インド神話に登場するアスラの1人である。アガースラとは「アガという名前のアスラ」の意。プータナー、バカと兄弟で、悪王カンサの将軍。プラーナ文献の1つである『バーガヴァタ・プラーナ』に、クリシュナがアガースラを退治し、その罪から救済することが物語られている。

## 物語
クリシュナが5歳のときのことである。ある日、クリシュナは牛飼いの子供たちを誘い、牛たちを連れて森へ入って行った。彼らが森で遊んでいるとカンサの命を受けたアガースラが現れて1ヨージャナもある巨大な大蛇に変身し、巨大な口を開いて子供たちを待ち伏せした。上あごは雲まで届き、その牙は山のようであり、口の奥は洞窟のようであった。アガースラの巨大な身体を見つけた子供たちは面白がって口の中に入って行き、アガースラに消化されて死んでしまった。クリシュナは心を痛め、自身もまたアガースラの口の中に入って行き、身体を巨大化して口を塞いだ。そのためアーガスラは窒息して息絶えた。死んだ子供たちはクリシュナが視線を向けただけで蘇生し、また大蛇の身体から眩い光が現れてクリシュナと合一した。残された巨大な身体は乾燥したのち、人々の遊び場となった。